# ساختار فایل صداهای سه بعدی

فایل صدای سه بعدی یک فایل چند رسانه‌ای استریو (Stereo) است؛ مانند یک فایل MP3 و M4A. این گونه فایل‌ها دو کانال برای ذخیرهٔ صدا دارند که به هنگام اجرای فایل، داده‌های هر دو کانال توسط برنامهٔ کاربردی پخش می‌شود. اگر محتویات این دو کانال صدا شبیه به هم باشد، صدای خروجی از کانال‌های بلندگو نیز تقریباً یکسان خواهد بود. در نتیجه با تغییر داده‌های دو کانال فایل چند رسانه ای، صدای خروجی بعد پیدا می‌کند.
متداول‌ترین کاری که برای بعد دادن به صدا انجام می‌شود این است که یک فایل استریو معمولی را با نرم‌افزارهای ویرایش صدا (مانند Gold Wave) باز می‌کنند. سپس مقدار حجم صدا را در دو کانال به تناسب ریتم صدا تغییر می‌دهند؛ به گونه‌ای که در یک زمان مشخص هر دو کانال صدا، دارای شدت صوت برابر نباشند.
نتیجهٔ کار این است که شدت صدای خروجی از هر کانال بلندگو با دیگری متفاوت خواهد بود. در نهایت گوش ما یک صدای دارای بعد را می‌شنود.